# Awdelero
Awdelero (gr. Αβδελλερό) – wieś w Republice Cypryjskiej, w dystrykcie Larnaka. W 2011 roku liczyła 218 mieszkańców.